# Tāy Kān
Tāy Kān (persiska: تایکان, Tāyekān, تای کان) är en ort i Iran.   Den ligger i provinsen Kerman, i den sydöstra delen av landet, 1 200 km sydost om huvudstaden Teheran. Tāy Kān ligger 789 meter över havet och antalet invånare är 145.
Terrängen runt Tāy Kān är kuperad söderut, men norrut är den platt. Runt Tāy Kān är det glesbefolkat, med 8 invånare per kvadratkilometer. Närmaste större samhälle är Sūrgāh, 12,9 km sydost om Tāy Kān. Trakten runt Tāy Kān är ofruktbar med lite eller ingen växtlighet.